# (14970) 1997 QA2
1997 كيو أي 2 (ويعرف أيضًا باسم (14970) 1997 كيو أي 2 وفق تسمية الكوكب الصغير) (بالإنجليزية: 1997 QA2)‏ هو كويكب ضمن حزام الكويكبات؛ وترتيبه 14970 من حيث الاكتشاف.
اكتُشف هذا الجُرم الفلكي بواسطة Atsushi Sugie ‏ في 25 أغسطس 1997.

## وصلات خارجية
- (14970) 1997 QA2 في قاعدة بيانات مختبر الدفع النفاث لأجرام النظام الشمسي الصغيرة

- الاكتشاف · مخطط المدار ·  العناصر المدارية · المعلمات المادية

- (14970) 1997 QA2 على موقع ويكي سكاي: DSS2, SDSS, GALEX, IRAS, Hydrogen α, X-Ray, Astrophoto, Sky Map, Articles and images